# 22137 Annettelee
22137 Annettelee (2000 VM15) là một tiểu hành tinh vành đai chính được phát hiện ngày 1 tháng 11 năm 2000 bởi nhóm nghiên cứu tiểu hành tinh gần Trái Đất phòng thí nghiệm Lincoln ở Socorro.